# Кудеверская волость

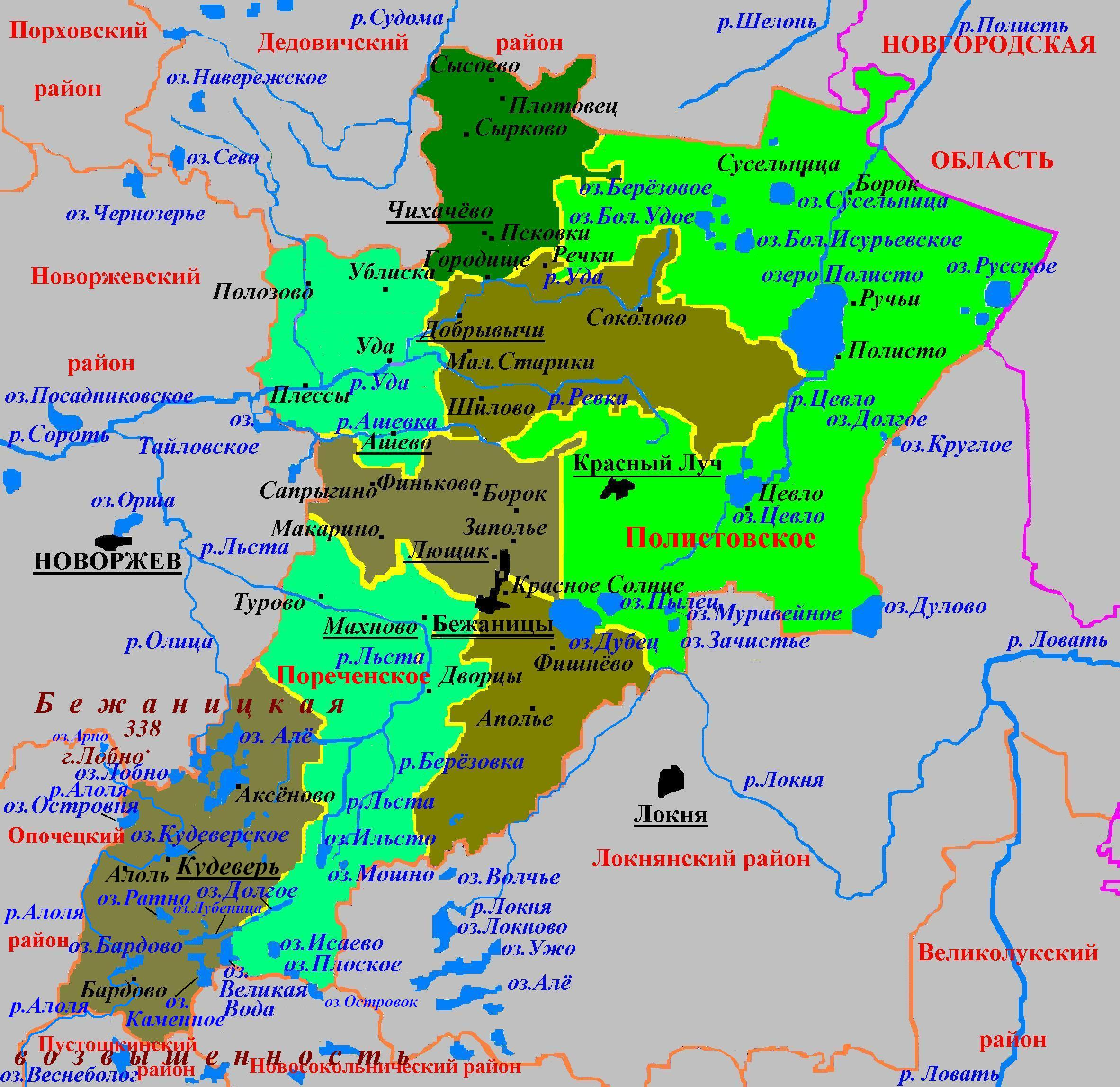
Административное деление Бежаницкого района в 2010—2015 гг.

Кудеверская волость — упразднённые административно-территориальная единица 3-го уровня и муниципальное образование со статусом сельского поселения в Бежаницком районе Псковской области России.
Административный центр — село Кудеверь.

## География
Территория волости граничила на востоке с муниципальным образованием сельское поселение Пореченское (ранее — бывшими Махновской и Дворицкой волостями) Бежаницкого района, на севере — с Новоржевским районом, на западе — с Опочецким районом, на юге — с Пустошкинским и Новосокольническим районами.
На территории Кудеверской волости расположены озёра: Алё (13,9 км², глубиной до 27 м), Каменное (3,5 км², глубиной до 28,6 м), Кудеверское (1,7 км², глубиной до 4,7 м), Островня (1,5 км², глубиной до 7,3 м), Бардово (1,3 км², глубиной до 3,8 м) и др.

## Население
| 2002 | 2010 | 2012 | 2013 | 2014 | 2015 |
| ---- | ---- | ---- | ---- | ---- | ---- |
| 1046 | ↘915 | ↘814 | ↘761 | ↘636 | ↘540 |

## Населённые пункты
В состав Кудеверской волости входило 54 населённых пункта: 1 село — Кудеверь — и 54 деревни — Аксёново, Алоль, Андро-Холмы, Андрюшино, Баслаки, Бардово, Береково, Бобровец, Болотница, Борисково, Волоково, Воротово, Выдрино, Гнеталово, Груздово, Губино, Детково, Дорожково, Дубково, Дударево, Зайцево, Залесье, Заречье, Зубково, Карпыли, Киево, Клетошно, Кожино, Лопатино, Мартиново, Медведово, Митрошино, Мулицы, Остров, Павлищево, Павлово, Подоржевка, Пономарево, Поречье, Романово, Савкино, Секирница, Семилово, Скрыпли, Славно, Струпливец, Сукино, Тим-Гора, Трошневка, Туровские Холмы, Фильково, Фафоново, Шумиха.

## История
Постановлением Псковского областного Собрания депутатов от 26 января 1995 года все сельсоветы в Псковской области были переименованы в волости, в том числе Кудеверский сельсовет был превращён в Кудеверскую волость.
Законом Псковской области от 28 февраля 2005 года была упразднена Бардовская волость (с центром в д. Бардово) в пользу Кудеверской волости, в новых границах которой также было создано муниципальное образование Кудеверская волость со статусом сельского поселения с 1 января 2006 года в составе муниципального образования Бежаницкий район со статусом муниципального района.
Законом Псковской области от 30 марта 2015 года Кудеверская волость была упразднена, а её территория 11 апреля 2015 года с соседними сельскими поселениями (Пореченское и Бежаницкая волость) была объединена в новое сельское поселение Бежаницкое.